# Mateřov
Mateřov är en ort i Tjeckien.   Den ligger i regionen Pardubice, i den centrala delen av landet, 90 km öster om huvudstaden Prag. Mateřov ligger 232 meter över havet och antalet invånare är 340.
Terrängen runt Mateřov är platt.Runt Mateřov är det tätbefolkat, med 427 invånare per kvadratkilometer. Närmaste större samhälle är Pardubice, 6,2 km nordost om Mateřov. Trakten runt Mateřov består till största delen av jordbruksmark.